# Fratrie
« Frères et sœurs » redirige ici. Pour la série américaine, voir Frères et Sœurs. Pour les autres significations, voir Frère et sœur (homonymie), Frère (homonymie) et Sœur (homonymie).
Pour l’article ayant un titre homophone, voir Phratrie.

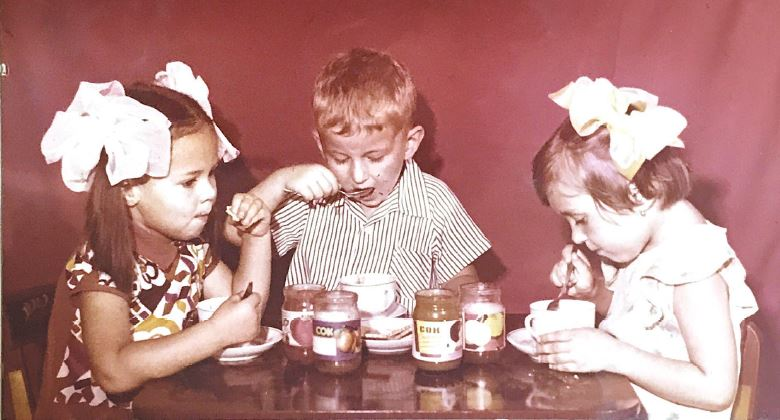
Une fratrie de 3 enfants.

La fratrie désigne l'ensemble des frères et sœurs d'une même famille.
Les frères et sœurs sont des personnes (de sexe, respectivement, masculin et féminin) ayant différents liens familiaux. Ils sont le plus souvent des enfants issus d'un même couple et par extension des enfants ayant un seul parent en commun (pour préciser cette relation monoparentale, les mots composés « demi-frères » et « demi-sœurs » sont généralement employés). Ils désignent également des personnes ayant des liens d'adoption (les parents n'ont pas de lien biologique). Au Québec et en Belgique, dans la terminologie queer, le mot « adelphe » a été suggéré pour désigner indistinctement de leur genre ou sexe les frères et les sœurs, nés des mêmes parents.
L'ensemble des frères est également désigné par le nom « fratrie » (du latin frater, « frère »). La fratrie, qui est une des composantes de la famille, est une notion découlant des liens affectifs tissés entre les membres qui la composent.

## Selon l'ordre de naissance

### Aîné

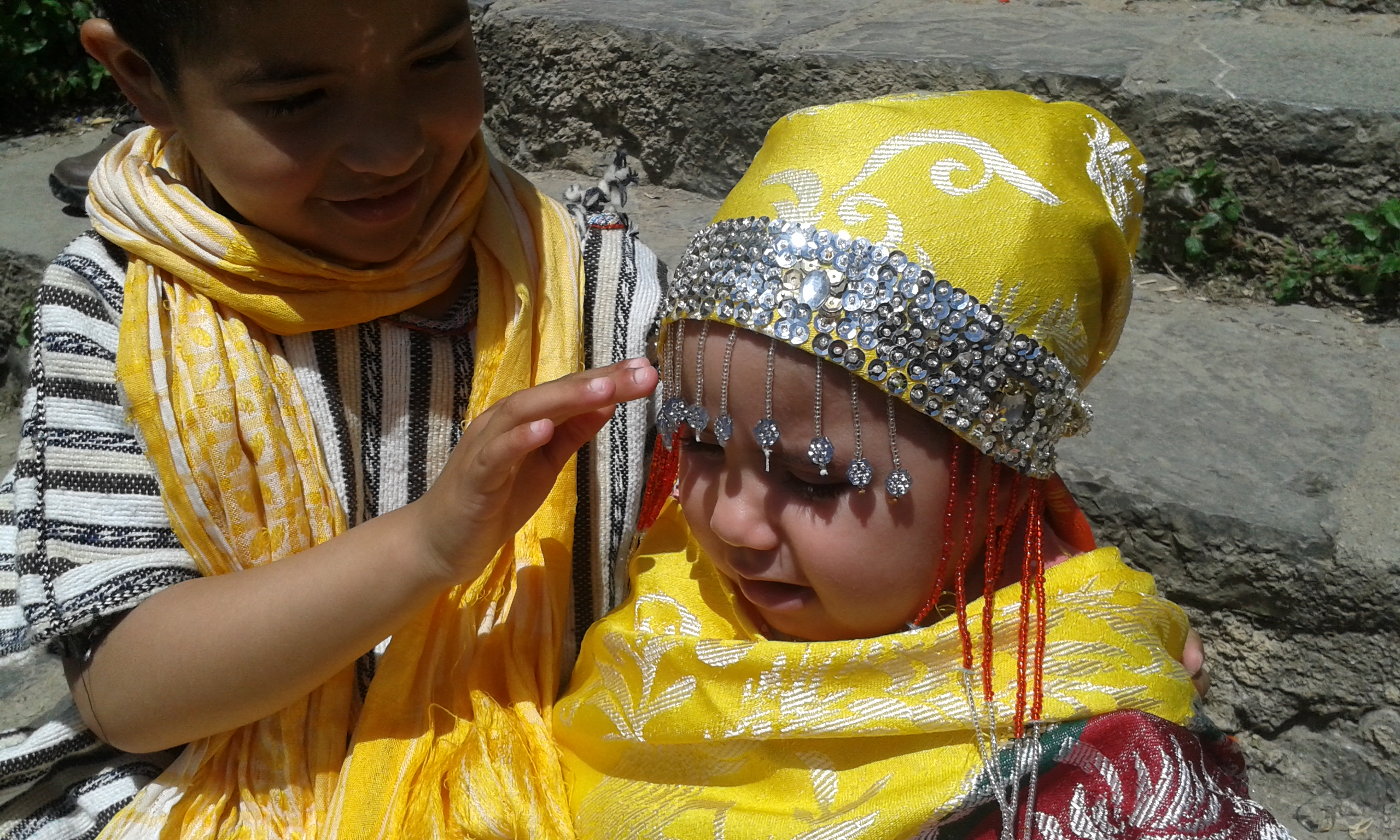
Garçonnet et sa petite sœur à Chefchaouen (Maroc).

L'aîné ou aînée est l'enfant de la famille né ou née en premier. Entre deux personnes sans lien de fratrie, il désigne la plus âgée.
La place de l'aîné est particulièrement importante au sein de la fratrie. Le droit d'aînesse hier, mais aussi l'espoir que les parents portent sur lui encore font que l'aîné garde un sentiment de responsabilité sur ses cadet(te)s.[réf. nécessaire]
Dans la religion juive, le père doit racheter son premier-né masculin à Dieu, à l'âge d'un mois, excepté s'il est un Cohen ou un Levi.

### Cadet

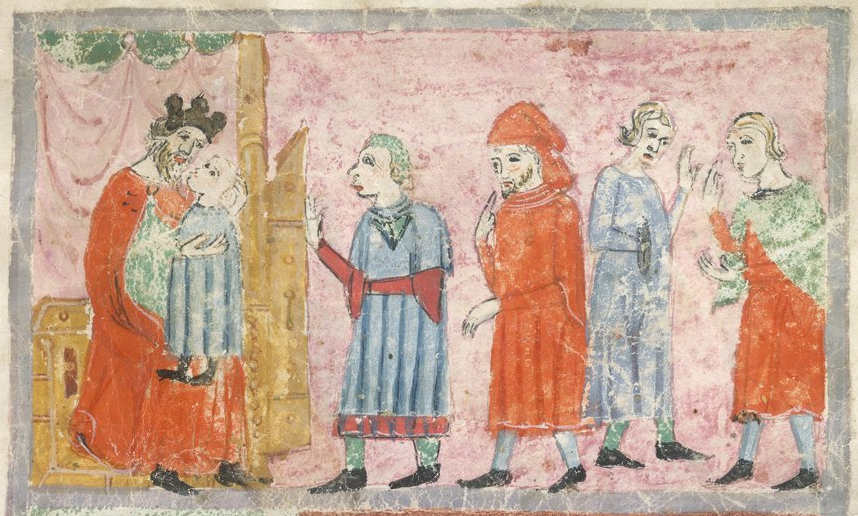
Joseph embrassant son frère Benjamin, Haggada de Pâque, XIVe siècle.

Relativement parlant, « cadet » ou « cadette » désigne le frère ou la sœur né immédiatement après la personne dont on parle. Dans cette utilisation, il est considéré comme synonyme du mot « puîné ».
Quand on parle de l'ensemble des enfants, le nom « cadet » (de l'occitan gascon capdèth : chef, capitaine) désigne l'enfant qui est né après l'aîné.

### Benjamin
« Benjamin » ou « benjamine » désigne le dernier enfant d'une fratrie.
Ce mot prend son origine du personnage biblique Benjamin, dernier-né des douze fils de Jacob.

## Selon le lien de parenté

### Demi-frère et demi-sœur
Les frères ou les sœurs n'ayant qu'un seul de leurs parents en commun sont dits « demi-frères ou demi-sœurs ». Les termes qui suivent permettent de préciser quelle est la parenté exacte, mais ils sont en désuétude en dehors du droit des successions :
- les frères ou les sœurs de même père mais de mères différentes sont dits « frères consanguins ou sœurs consanguines »[7] ;
- les frères ou les sœurs de même mère mais de pères différents sont dits « frères utérins ou sœurs utérines »[8].

### Frère germain et sœur germaine
Les frères ou les sœurs de même mère et de même père sont dits « frères germains ou sœurs germaines ».

### Frère ou sœur de lait
Des frères ou sœurs de lait sont des enfants nourris par une même femme, laquelle est distincte de la mère biologique d'au moins un de ces enfants. Le qualificatif « de lait » indique que les enfants étaient nourris au sein. On désigne cette femme par le terme de « nourrice ». Il s'agissait d'une pratique autrefois répandue et tombée en désuétude. « Avoir été élevé à la couenne » en est la métaphore canadienne.

### Quasi-frère ou quasi-sœur
Des quasi-frères ou des quasi-sœur sont des personnes n'ayant aucun lien de sang, donc aucun parent commun, mais ayant des parents qui ont une relation amoureuse ensemble. Par exemple, le père d'un enfant a une relation avec la mère d'un autre enfant. Ces enfants seront donc considérés comme des quasi-frères ou des quasi-sœurs.

## Familles recomposées
Dans les familles recomposées, quand les parents ont des enfants d'avec leurs précédents conjoints, leurs enfants sont regroupés, sans lien biologique ni souvent légal. Les termes « frérâtre » et « sœurâtre » deviennent de plus en plus rares. L'usage hésite entre « demi-frère/sœur » (courant, mais prêtant à confusion car habituellement utilisé quand un parent est commun) et « quasi-frère/sœur ». Dans le cas où les parents se sont mariés, l'expression « demi-frère/sœur par alliance » est aussi utilisée.
La société hésite beaucoup sur la façon de considérer ces liens. En particulier, si les « quasi » frère et sœur ont des relations amoureuses, cela peut être vu comme de l'inceste par l'entourage. Le monde de la psychanalyse considère également ces relations comme malsaines. Le sentiment d'être frères ou sœurs est renforcé si les enfants de famille recomposée ont des demi-frères ou sœurs communs, c'est-à-dire si les parents remariés ont un enfant ensemble.

## Désavantage pour l'aîné?
Une étude indique que les aînés ont 48% en plus de troubles de l'anxiété que les autres enfants de la famille, et sont 35% plus susceptibles de souffrir de dépression. Les raisons n'ont pas été étudiées, mais il se pourrait que les parents soient moins performants dans leur première tentative d'éduquer un enfant, et les mères particulièrement stressées lors de la grossesse du premier enfant envoient des signaux biochimiques qui pourraient avoir un effet à long terme sur cet enfant.

## Synonymes

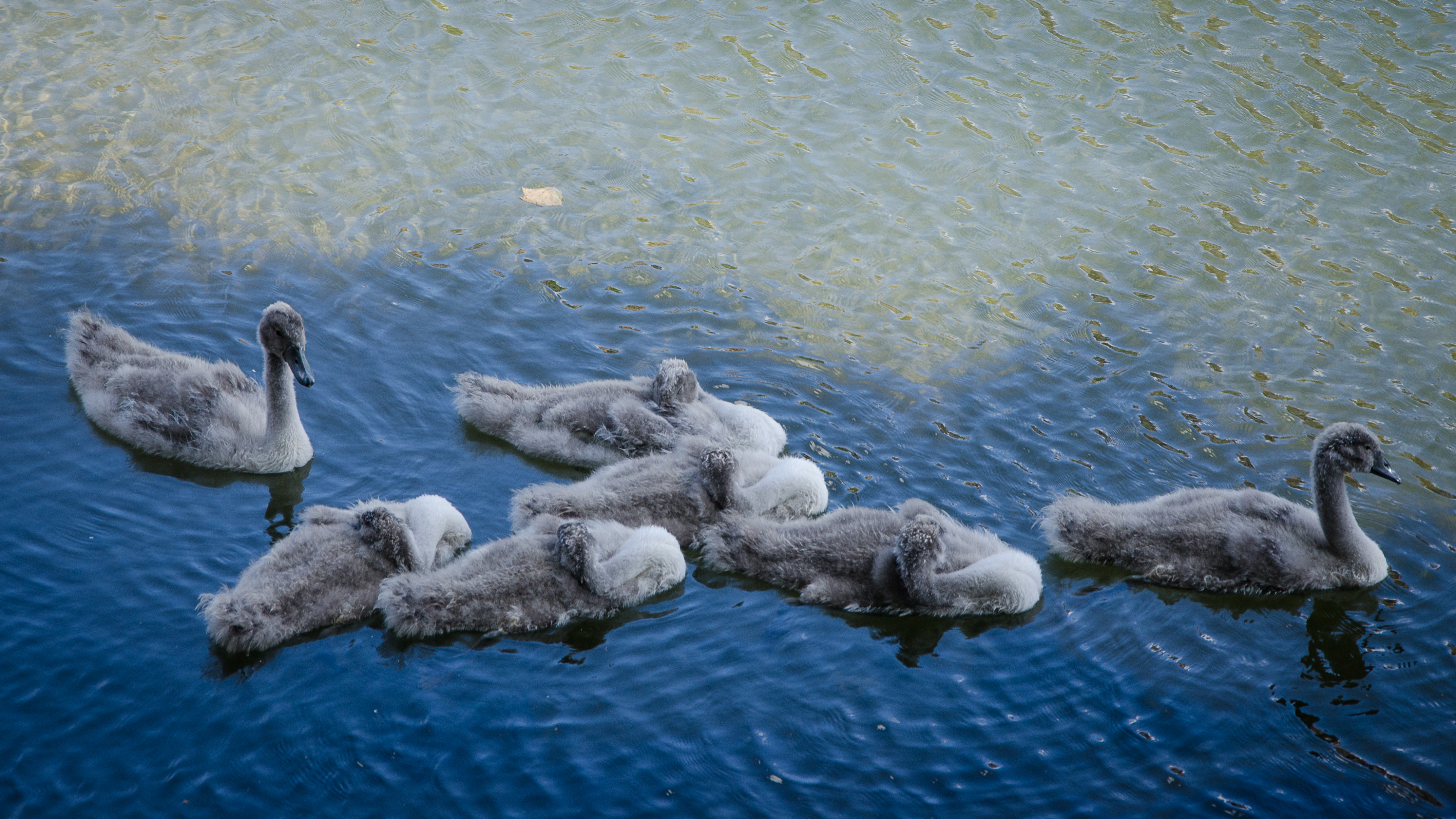
Fratrie de cygnes juvéniles.

- Frangin / frangine (langage familier, France, Suisse)
- Frangegomme / frangegomme (langage familier, Internet, France, Suisse)
- Frérot / sœurette (diminutif affectif)
- Reuf / reus' (verlans de frère et sœur respectivement)
- Frate